# Zbrojec dwuzębny

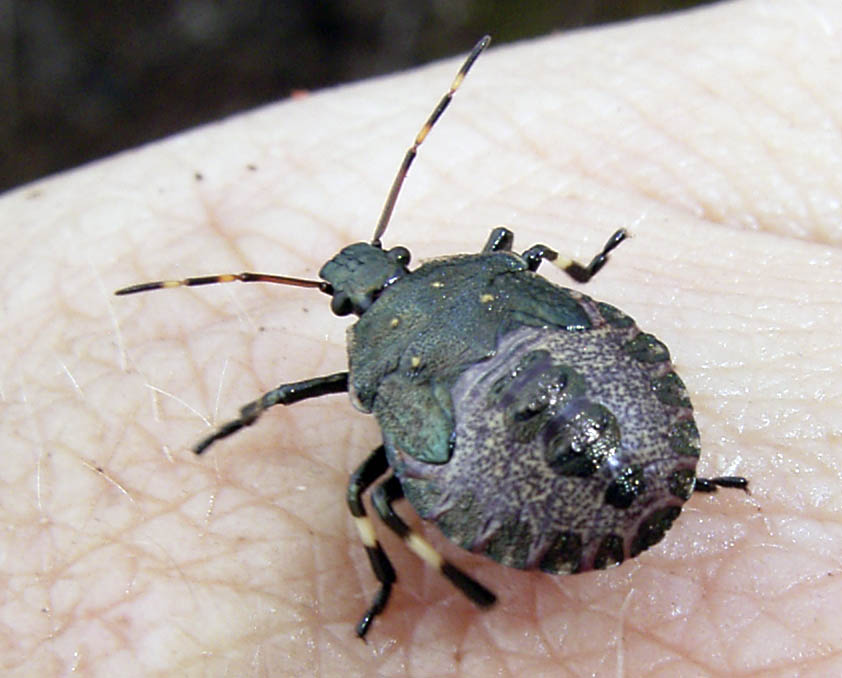
Nimfa

Zbrojec dwuzębny (Picromerus bidens) – gatunek owada z rzędu pluskwiaków. Owad o długości ciała 11-14 mm. Żyje na drzewach liściastych. Żywi się głównie gąsienicami motyli. Larwy są spotykane od maja do lipca, nowe pokolenie owadów dorosłych od czerwca. Zimują owady dorosłe. Występuje na terenie Europy i północnej Azji.